# Serra da Saudade
Serra da Saudade is een gemeente in de Braziliaanse deelstaat Minas Gerais. De gemeente telt 890 inwoners (schatting 2009).

## Aangrenzende gemeenten
De gemeente grenst aan Dores do Indaiá, Estrela do Indaiá, Quartel Geral en São Gotardo.